# Erriapus (měsíc)
Erriapus (vyslovováno /ˌɛriˈæpəs/ nebo jako latinsky Erriapus) je malý měsíc planety Saturn. Objeven byl v roce 2000 vědeckým týmem vedeným Brettem Gladmanem a John J. Kavelaarsem a po svém objevu dostal dočasné označení S/2000 S 10. V srpnu 2003 byl nazván Erriapo, po obrovi v galské mytologii, v roce 2007 byl jeho název změněn na definitivní Erriapus. Dalším jeho názvem je Saturn XXVIII.
Erriapus patří do skupiny Saturnových měsíců nazvaných Gallové.

## Vzhled měsíce
Předpokládá se, že průměr měsíce Erriapus je přibližně 10 kilometrů (odvozeno z jeho albeda). Barva povrchu měsíce se zdá být světle červená.

## Oběžná dráha

Diagram znázorňující oběžnou dráhu měsíce Erriapus ve vztahu k ostatním nepravidelným satelitům Saturnu. Excentricitu dráhy představuje žlutá čára vyjadřující vzdálenost od pericentra k apocentru. Skupina Inuitů (modře) a skupina Galů (červeně).

Erriapus obíhá Saturn po prográdní dráze v průměrné vzdálenosti 17,3 milionů kilometrů. Oběžná doba je 871 dní.
Orbita je velmi podobná oběžné dráze dalšího Saturnova měsíce nazvaného Albiorix. Protože má i podobnou barvu, zdá se, že tyto měsíce mají společný původ, nebo že Erriapus je úlomkem měsíce Albiorix.